# Unterkohlstätten
Unterkohlstätten (ungarisch Alsószénégető) ist eine Gemeinde im Bezirk Oberwart mit 970 Einwohnern (Stand 1. Jänner 2025) im Burgenland in Österreich.

## Geografie
Die Gemeinde liegt an den Nordwesthängen des Günser Gebirges im Südburgenland an den Quellen des Unterkohlstättner Baches.

### Gemeindegliederung
Das Gemeindegebiet umfasst folgende fünf Ortschaften (in Klammern Einwohnerzahl Stand 1. Jänner 2025):
- Glashütten bei Schlaining (105)
- Günseck (156)
- Holzschlag (279)
- Oberkohlstätten (204)
- Unterkohlstätten (226)

Zudem gehören die Rotten Weißenbachl und Langau zur Gemeinde.
Die Gemeinde besteht aus den Katastralgemeinden Glashütten bei Schlaining, Günseck, Holzschlag, Oberkohlstätten und Unterkohlstätten.
| Deutscher Ortsname        | Ungarischer Ortsname |
| ------------------------- | -------------------- |
| Glashütten bei Schlaining | Szalónakhuta         |
| Günseck                   | Gyöngyösfő           |
| Holzschlag                | Vágod                |
| Oberkohlstätten           | Felsőszénégető       |
| Unterkohlstätten          | Alsószénégető        |

### Nachbargemeinden
| Bernstein       | Pilgersdorf                                 | Lockenhaus |
| Stadtschlaining | Kompassrose, die auf Nachbargemeinden zeigt | Lockenhaus |
| Stadtschlaining | Weiden bei Rechnitz                         | Lockenhaus |

## Geschichte
Der Ort gehörte wie das gesamte Burgenland bis 1920/21 zu Ungarn (Deutsch-Westungarn). Seit 1898 musste aufgrund der Magyarisierungspolitik der Regierung in Budapest der ungarische Ortsname Alsószénégetö verwendet werden. Nach Ende des Ersten Weltkriegs wurde nach zähen Verhandlungen Deutsch-Westungarn in den Verträgen von St. Germain und Trianon 1919 Österreich zugesprochen. Der Ort gehört seit 1921 zum neu gegründeten Bundesland Burgenland.
Laut Adressbuch von Österreich waren im Jahr 1934 in der Ortsgemeinde Unterkohlstätten ein Bäcker (Krug Georg), ein Fleischhauer (Trobolovits Anton), zwei Gastwirte (Holzschuster Franz, Holzschuster Michael), zwei Gemischtwarenhändler (Polster Maria, Polster Michael), zwei Kalkbrenner (Gruber Michael, Holzschuster Josef), zwei Landesproduktehändler (Klein Emilie, Wagner Johann), ein Maurermeister (Polster Johann), zwei Mühlen (Hamedler Paul, Pittler Ludwig), ein Sägewerk (Hamedler Paul), eine Schneiderin (Pratscher Theresia), zwei Schuhmacher (Gruber Josef, Thurner Josef),
drei Schweinehändler (Kampauer Leopold, Körper Franz, Zingl Josef), eine Tabaktrafik (Frühstück Maria) und eine Ziegelei (Grosinger Johann) ansässig.
1950 wurde Unterkohlstätten an das Stromnetz der STEWEAG angeschlossen.
1954 wurde mit dem Bau der Wasserleitung begonnen, das Projekt wurde am 31. Dezember 1955 fertiggestellt.
1971 erfolgte im Zuge der Gemeindezusammenlegungen gemeinsam mit Glashütten bei Schlaining, Günseck, Holzschlag und Unterkohlstätten die Eingemeindung bei Unterkohlstätten.
Siehe auch: Geschichte des Burgenlandes

## Kultur und Sehenswürdigkeiten

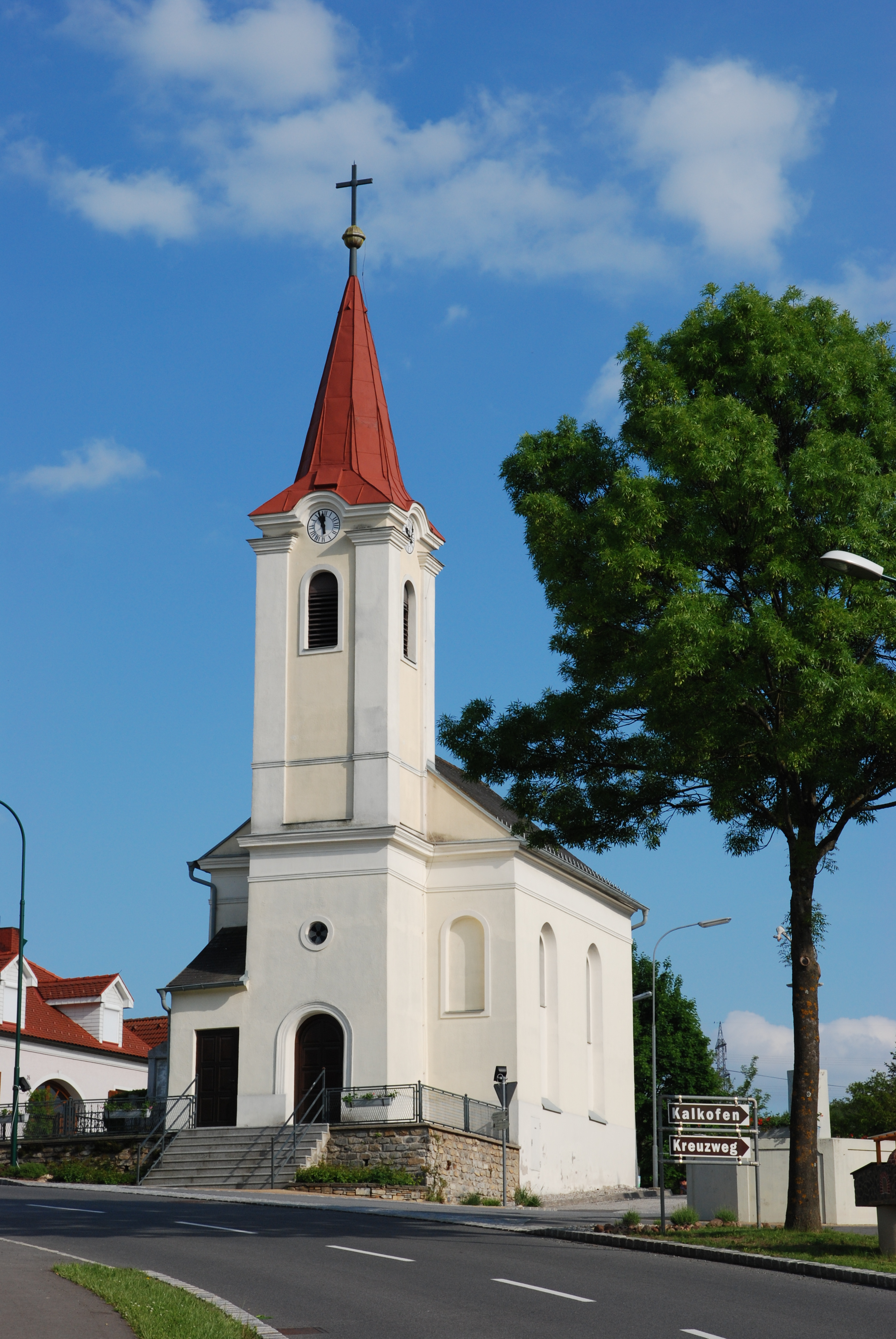
Filialkirche Unterkohlstätten

- Evangelische Pfarrkirche Holzschlag: Die Kirche wurde 1811 erbaut und 1842 umgebaut und erweitert.
- Katholische Pfarrkirche Oberkohlstätten heilger Leonhard: Die 1749 erbaute römisch-katholische Kirche weist eine neoromanische Einrichtung auf.
- Filialkirche Unterkohlstätten: Die römisch-katholische Filialkirche Mariä Heimsuchung in Unterkohlstätten mit südseitigem Turm wurde 1858–1859 erbaut.
- Die Kirche in Glashütten bei Schlaining, zu Ehren des Heiligen Ludwig von Toulouse, wurde 1816 erbaut.

## Wirtschaft und Infrastruktur

### Feuerwehr
- Die Freiwillige Feuerwehr Unterkohlstätten wurde 1910 gegründet. Die Mannschaft umfasste mit Stichtag 1. Jänner 2015 insgesamt 21 Aktive. Kommandant ist seit 1. Januar 2013 Martin Schuch.[8] Am 5. Mai 2012 wurde ein neues Löschfahrzeug mit Tragkraftspritze seiner Bestimmung übergeben.[9] Am 15. Mai 1999 wurde das neue Feuerwehrhaus gesegnet. Dieses wurde in den Jahren ab 1994 errichtet. Für den Bau zeichnete die Feuerwehrmannschaft durch Eigenleistung verantwortlich. Das alte Feuerwehrhaus wurde im Jahre 1999 abgetragen und im Zuge der Dorferneuerung im Burgenland wurde eine Neugestaltung dieses Grundstücks durchgeführt.[10]

## Politik

### Gemeinderat
Der Gemeinderat umfasst aufgrund der Anzahl der Wahlberechtigten insgesamt 19 Mitglieder.
| Partei          | 2022             | 2022             | 2022             | 2017             | 2017             | 2017             | 2012             | 2012             | 2012             | 2007             | 2007             | 2007             | 2002    | 2002    | 2002    | 1997    | 1997    | 1997    |
| Partei          | Sti.             | %                | M.               | Sti.             | %                | M.               | Sti.             | %                | M.               | Sti.             | %                | M.               | Sti.    | %       | M.      | Sti.    | %       | M.      |
| --------------- | ---------------- | ---------------- | ---------------- | ---------------- | ---------------- | ---------------- | ---------------- | ---------------- | ---------------- | ---------------- | ---------------- | ---------------- | ------- | ------- | ------- | ------- | ------- | ------- |
| SPÖ             | 543              | 60,33            | 12               | 504              | 57,60            | 11               | 524              | 59,34            | 11               | 494              | 53,64            | 10               | 515     | 55,56   | 11      | 449     | 53,64   | 8       |
| ÖVP             | 357              | 39,67            | 7                | 371              | 42,40            | 8                | 359              | 40,66            | 8                | 427              | 46,36            | 9                | 381     | 41,10   | 8       | 356     | 42,53   | 7       |
| FPÖ             | nicht kandidiert | nicht kandidiert | nicht kandidiert | nicht kandidiert | nicht kandidiert | nicht kandidiert | nicht kandidiert | nicht kandidiert | nicht kandidiert | nicht kandidiert | nicht kandidiert | nicht kandidiert | 31      | 3,34    | 0       | 32      | 3,82    | 0       |
| Wahlberechtigte | 1020             | 1020             | 1020             | 1019             | 1019             | 1019             | 1034             | 1034             | 1034             | 1048             | 1048             | 1048             | 1055    | 1055    | 1055    | 993     | 993     | 993     |
| Wahlbeteiligung | 93,53 %          | 93,53 %          | 93,53 %          | 92,25 %          | 92,25 %          | 92,25 %          | 92,36 %          | 92,36 %          | 92,36 %          | 91,98 %          | 91,98 %          | 91,98 %          | 92,32 % | 92,32 % | 92,32 % | 92,15 % | 92,15 % | 92,15 % |

### Gemeindevorstand
Neben Bürgermeister Christian Pinzker (SPÖ) und Vizebürgermeisterin Vanessa Tuder (ÖVP) gehören weiters die geschäftsführenden Gemeinderäte Martin Pinczker (ÖVP), Hannes Lackner (SPÖ) und Martin Ringhofer (SPÖ) dem Gemeindevorstand an.

### Bürgermeister
Bürgermeister ist Christian Pinzker (SPÖ). Er wurde am 26. November 2016 vom Gemeinderat zum Nachfolger von Leonhard Schneemann (SPÖ) gewählt, der seit 2006 der Gemeinde vorstand, und wurde am 28. November 2016 von Bezirkshauptmann Helmut Nemeth angelobt. Bei der Bürgermeisterdirektwahl am 1. Oktober 2017 musste sich Christian Pinzker den Wählern stellen und wurde mit 59,10 % der Stimmen in seinem Amt bestätigt. Sein Mitbewerber war Martin Pinczker (ÖVP), der 40,90 % erhielt. In der konstituierenden Sitzung des Gemeinderats wurde Martin Pinczker dann zum Vizebürgermeister gewählt.
Bei der Wahl 2022 wurde Christian Pinzker mit 61,30 Prozent der Stimmen wiedergewählt.
Die Amtsleitung hat Hannes Tormann über.

### Liste der Bürgermeister

#### Vor 1971
- 1901–1903 Kirmann Josef Nr. 28
- 1904–1905 Holzschuster Franz Nr. 26
- 1906–1907 Holzschuster Johann Nr. 5
- 1908–1909 Polster Karl Nr. 31
- 1909 Pratscher Michael Nr. 27
- 1910–1911 Holzschuster Josef Nr. 26
- 1912–1914 Wagner Johann Nr. 35
- 1915–1917 Schabel Michael Nr. 20
- 1917–1918 Wagner Johann Nr. 35
- 1919–1929 Holzschuster Josef Nr. 7
- 1930–1932 Polster Josef Nr. 2
- 1933–1936 Kirmann Josef Nr. 28
- 1937–1938 Kaufmann Josef Nr. 24
- 1939–1945 Polster Anton Nr. 31
- 1946–1947 Gruber Michael Nr. 17
- 1948–1950 Polster Josef Nr. 46
- 1951–1954 Pratscher Michael Nr. 7
- 1955–1964 Frühstück Johann Nr. 36
- 1964–1968 Wagner Johann Nr. 23
- 1968–1971 Frühstück Johann Nr. 36

Letzter Bürgermeister vor der Zusammenlegung der Gemeinden war Frühstück Johann Nr. 36 (ÖVP). Bei der Gemeinderatswahl 1968 erhielt die ÖVP 6 Gemeinderatssitze, die SPÖ 3. Vizebürgermeister war Gruber Johann Nr. 44 (SPÖ).

#### Seit der Gemeindezusammenlegung 1971
Mit Wirksamkeit vom 1. Jänner 1971 wurden im Burgenland die kleineren Gemeinden aufgelöst. Im Zuge dessen wurden die Orte Glashütten bei Schlaining, Günseck, Holzschlag, Oberkohlstätten und Unterkohlstätten zwecks einfacherer Verwaltungsarbeit zur Großgemeinde Unterkohlstätten zusammengelegt.
- 1971–1992 Pinczker Johann (ÖVP)
- 1992–2006 Franz Klein (SPÖ)
- 2006–2016 Leonhard Schneemann (SPÖ)
- seit 2016 Christian Pinzker (SPÖ)